# エウステノプテロン

デボン紀後期の肉鰭類と四肢動物

ユーステノプテロン（学名：Eusthenopteron）は、約3億8500万年前（古生代デボン紀中期から末期ジベティアンと後期初頭フラニアンの境期）の北アメリカおよびヨーロッパ相当地域の水域に棲息していた魚類の属。肉鰭綱のエウステノプテロン科に属する。
ヒレに四肢動物のものと類似した特徴を持ち、進化生物学では四肢動物の進化を考慮するうえで重要な種とされる。

## 呼称
属名は 古代ギリシア語: εὐστενής（eusthenēs、頑強な、たくましい）と πτερόν（pteron、翼、鰭）との合成語で、「がっしりとした鰭（の魚）」といった含意。
カナ転写表記には「エウステノプテロン」「ユーステノプテロン」が見られ、どちらも広く使われている。中国語では「真掌鰭魚」（zhēnzhǎngqíyú; チェンチャンチーユー）と呼称。

## 形態・生態
体長約30- 120センチメートル。体形はやや長い紡錘形。吻が短く、眼窩は頭部のかなり前方についている。この後部の頭蓋天井および脳函には関節があった。吻の骨は小さく、モザイク状である。　胸鰭と腹鰭は葉状で、内部に骨を持った構造になっている。鰭を構成する骨は、四肢動物における四肢の大半と相同なものである。これらの鰭は体の下側に付いているが、腰帯は他の魚類と大差なく、陸上で体重を支える構造にはなっていなかった。また、腹鰭は大半の現生硬骨魚類と異なり、体の半ばより後部にある。植物の繁茂する河床に棲息していたため、密生した植物を対鰭でかき分けながら泳いでいたものと考えられている。尾鰭は幅があり、上下に対称である。
また、当時彼らが棲息していた場所は海辺の潟湖などの汽水域であったと推測されている。こうした場所は潮の満ち引きなどによって環境の変化が著しく、水の流れが滞って酸欠状態に陥ることが珍しくなかったと推測される。このことから、彼らは現在の肺魚と同じように空気を呑み込み、肺で呼吸をしていたと考えられる。さらには、鰭内部の骨や背骨、頭蓋骨の構造が最古の両生類に近い特徴を示しており、両生類の直接的祖先の近縁と見なされている。
食性は肉食性（広義）で、主に他の魚類を捕食していた（cf. 魚食動物）と考えられている。

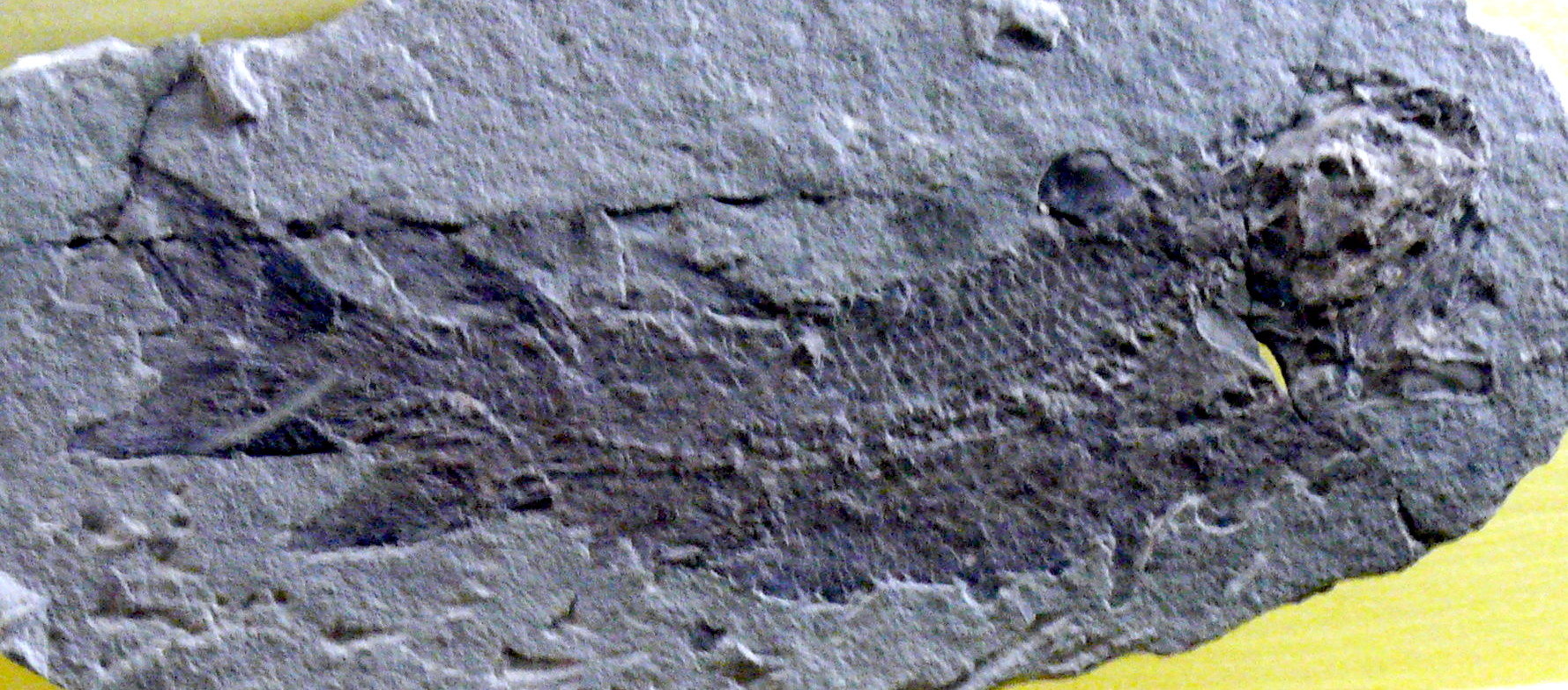
エウステノプテロン・フォールディの化石 カナダはミグアシャ国立公園の Scaumenac 湾にて発見。ドイツのフンボルト博物館所蔵。
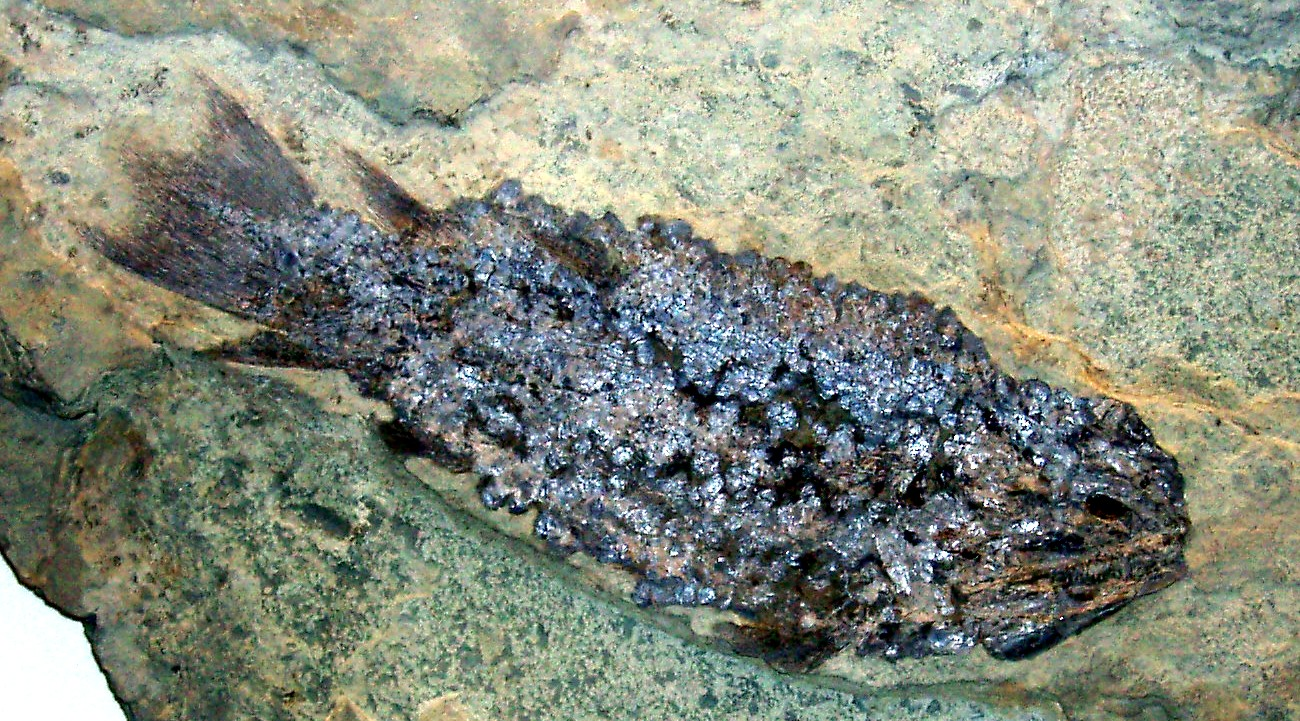
エウステノプテロン・フォールディの化石 イタリアはミラノ市立自然史博物館所蔵。